# Ойрасбург (Баварія)
Ойрасбург (нім. Eurasburg) — сільська громада в Німеччині, розташована в землі Баварія. Підпорядковується адміністративному округу Верхня Баварія. Входить до складу району Бад-Тельц-Вольфратсгаузен.
Площа — 40,9 км2. Населення становить 4270 ос. (станом на 31 грудня 2020).